# 合作路街道
合作路街道，是中华人民共和国河北省石家庄市新华区下辖的一个乡镇级行政单位。辖区南起合作路，北到北城路，东自水源街，西至友谊北大街。

## 行政区划
合作路街道下辖以下地区：
市庄路第二社区、电大街社区、迎春巷社区、北合街社区、电大街北社区和北焦社区。